# Убыр
Убыр (тат. убыр, баш. убыр,  восходит к общетюркскому оbur от корня оp ‘засасывать’, ‘затягивать’) — кровожадное демоническое существо в мифологии тюркских народов: казанских татар, татар-мишарей, западносибирских татар (также увыр, мяцкай) и башкир (у некоторых групп - также мясекай).

## В мифологии
По данным энциклопедии "Мифы народов мира" (М., 1972), "Убыр заменяет колдуну душу и управляет им при жизни. По ночам убыр иногда покидает тело колдуна, обычно через дыру, которую тот имеет под мышкой. Тогда убыр принимает образ огненного шара, огненного колеса, собаки, кошки, свиньи, а иногда - человека. Согласно поверьям, убыр ворует детёнышей домашнего скота, сосет молоко у коров и кобылиц, отчего те болеют, пьёт кровь у скота, насылает болезни на людей. Если ранить ночью убыра, наутро в том же месте рана обнаружится у колдуна. После смерти колдуна убыр живёт в его могиле, выходя по ночам наружу через отверстие в ней (по поверьям татар-мишарей - бродит по земле), и продолжает приносить вред. К примеру, проглатывая облака, он вызывает засуху."
В научной литературе впервые описаны татарским писателем и этнографом Каюмом Насыри в книге "Поверья и приметы казанских татар" (СПб, 1880): "Убыр, у малороссов упырь, у чуваш вобур (в действительности вампир, животное кровожадное, водящееся в Южной Америке), по понятиям татар, есть такого рода баснословное существо, которое, хотя иногда и действует отдельно и самостоятельно, но всегдашнее обиталище имеет в одном каком-либо человеке, который потому и называется убырлыкши (“вампир-человек”)."
В сказках встречаются персонажи баш. убыр әбей или же тат. убыр әби — старушка убыр (другое имя — мәскәй әбей); баш. убыр ҡарсыҡ — питающийся кровью и спинным мозгом людей и животных;баш. убырлы ҡарсыҡ — Баба-яга (Балаларҙың шауын тыңлап йөрөгән убырлы ҡарсыҡты мөгөҙлө ҡарсыҡ тиҙәр. — Бабу-ягу, которая подслушивает, где шумят дети, называют рогатой старухой); баш. убыр ҡатын — женщина-вампир; баш. убыр ҡәйнә (Килене ташлаған икмәкте убыр ҡәйнә йота ла ҡуя икән (ЙФ). — Говорят, хлеб, который кидает невестка, вампир мгновенно глотает).
По верованиям, «убырҙың арты булмай, алды ғына була» — у упыря не бывает спины, а только перед; «убыр кешегә эт, бесәй, сусҡа, утлы йомғаҡ, шар, тәгәрмәс, күбә, әҙәм булып күренә, ти» — упырь человеку может показаться в виде собаки, кошки, свиньи, огненного шара, колеса, снопа, человека.
В башкирском языке есть несколько именований заболеваний баш. убыр сарпыуы от соприкосновения с убыром. «Һейҙек тотмауҙы убыр сарпыуынан, тиҙәр» (БИТК). — Говорят, недержание мочи — это болезнь от воздействия духа Убыр. Убыр күңеле (төшөү) — заболеть от воздействия Убыр. «Убыр күңеле төшкән баланың күлдәген һыуҙа сайҡап кейҙерәң». — Рубашку ребенка, заболевшего от воздействия упыря, прежде чем надеть, надо сполоснуть в реке.
Убыр ауыры — тяжесть, болезненное состояние; дословно «тяжесть Убыра».
Блуждающие огоньки называются баш. убыр уты, буквально «огонь вампира». «Убыр уты күрһәләр, уҡыналар: „Кит, юғал, мәлғүн!“, — тип төймәләрен, иҙеүҙәрен ысҡындыралар» (Ғ. Ҡаҙаҡҡолов). — Когда видят блуждающий огонек, со словами «Уходи, исчезни, проклятый!» быстро расстегивают пуговицы, воротник. «Убыр уты ҡағылһа, тоҙ өшкөртәләр ҙә, шуны семтеп ҡояш байышына һибеп, ишекте бикләп яталар». — При болезнях от нечистой силы перед сном щепотку заговоренной соли бросают в сторону запада и ложатся спать, надежно заперев дверь.

## В культуре и искусстве
Татарские и общетюркские мифы использованы в романе "Убыр" современного писателя Шамиля Идиатуллина.

## Соответствия в мифологии других народов
В мифологии карачаево-балкарцев обур — «колдунья, ведьма»: обур эмгенча «как ведьма обсосала» — обычно говорят о резко изменившемся внешнем виде. Есть поговорка: обур къабырда тохтамаз «ведьма в могиле не усидит». Образ убыра находит некоторые параллели во многих мифологиях:  марийской (вувер), чувашской (вубар), удмуртской (убыр), коми-зырянской (упыр), славянской (упырь), средневековой европейской (вампир).